# Cerkiew św. Eliasza w Podujevie
Cerkiew św. Eliasza – prawosławna cerkiew w Podujevie, wzniesiona w 1930, kilkakrotnie niszczona i odbudowywana.
Cerkiew została wzniesiona w 1930. W czasie II wojny światowej została zniszczona przez oddział Balli Kombetar i odbudowana w 1971 przez miejscową społeczność serbską. Latem 1999, gdy większość Serbów wyjechała z Podujeva po bombardowaniach Serbii przez NATO, albańscy ekstremiści podpalili budynek, niszcząc ikonostas i część wyposażenia cerkwi. Został on wówczas objęty ochroną KFOR, co uniemożliwiło ekstremistom całkowite zniszczenie cerkwi. Zgodnie jednak z polityką stopniowego wycofywania posterunków KFOR chroniących serbskie pomniki i cerkwie jednostka wycofała się, zaś UNMIK zaapelował do eparchii raszko-prizreńskiej o przeniesienie z cerkwi wyposażenia ruchomego.
W 2004, w czasie antyserbskich zamieszek w Kosowie cerkiew została podpalona przez tłum Albańczyków. Według wspomnień czeskiego oficera, kpt. Jindricha Pleschera, jego oddział otrzymał rozkaz wycofania się, gdy tłum ok. 500 napastników, będących w przewadze liczebnej w stosunku do żołnierzy KFOR, przebił się przez mur wokół cerkwi. Albańczycy spalili całe wyposażenie świątyni i sprofanowali znajdujący się w jej sąsiedztwie cmentarz prawosławny. Remont obiektu (wstawienie nowego ołtarza, drzwi i okien) sfinansowała Rada Europy. W 2006 budynek został ponownie uszkodzony.